# Phaonia crassipalpis
Phaonia crassipalpis este o specie de muște din genul Phaonia, familia Muscidae, descrisă de Shinonaga și Tadao Kano în anul 1971. Conform Catalogue of Life specia Phaonia crassipalpis nu are subspecii cunoscute.